# Природопользование в Армении

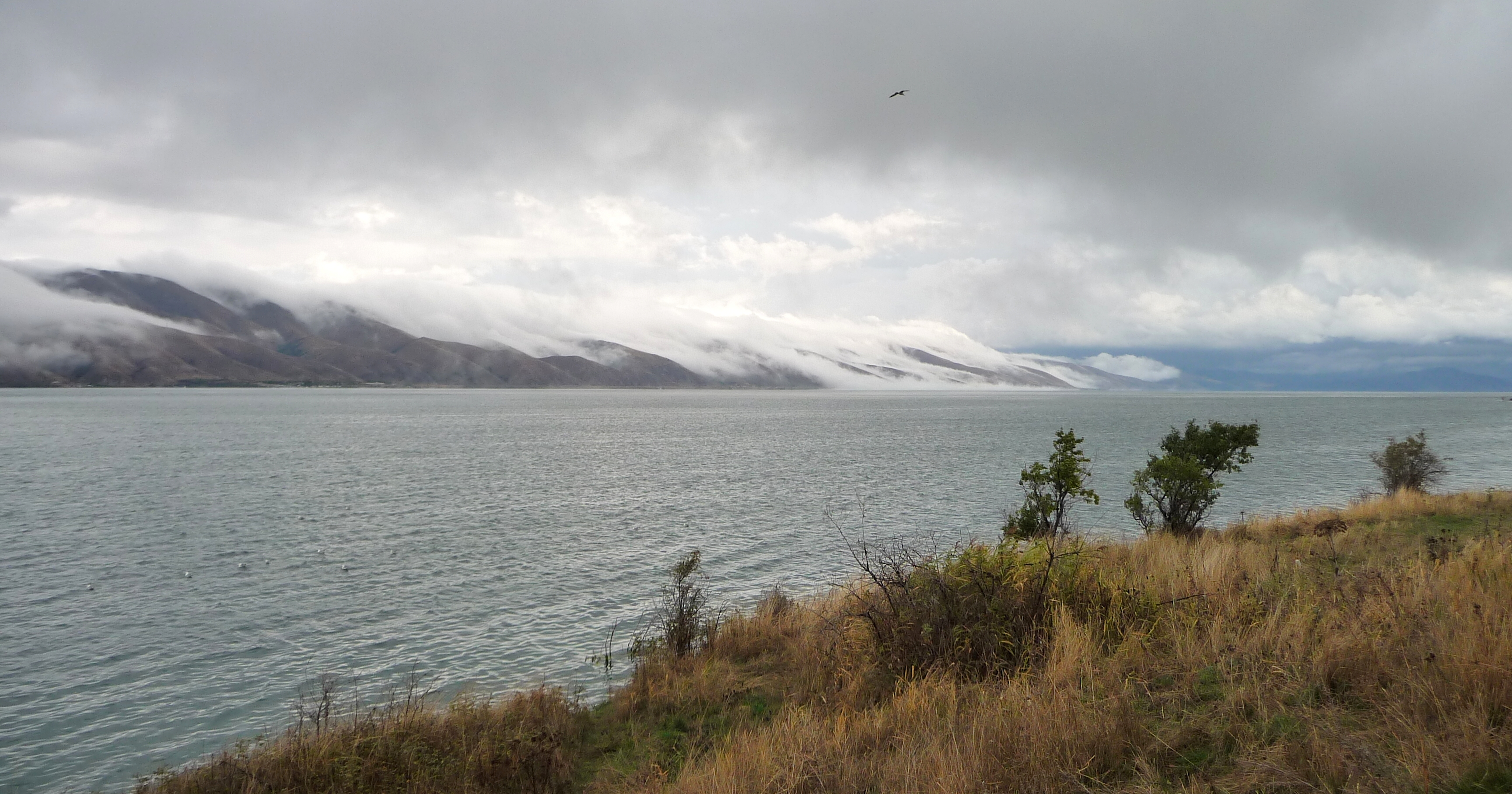
Во времена бывшего СССР Севан подвергался сверхиспользованию водных ресурсов в целях ведения сельского хозяйства, в связи с чем уровень вод Севана снизился более чем на 20 метров

Природопользование в Армении — совокупность мер экономического и научного характера, направленных на сохранение природных ресурсов Армении и их рациональном использовании.
В Армении первые шаги по применению экономических рычагов в сфере охраны природы и природопользования были сделаны ещё во времена СССР. В 1986 году Госпланом, Министерством финансов и Государственным комитетом охраны окружающей среды Армянской ССР был утвержден и введен в действие механизм расчёта величины нанесённого окружающей среде ущерба и её восстановления. В 1998 году в Армении был принят новый Закон «О природоохранных и природопользовательских платах».

## Механизмы использования земель

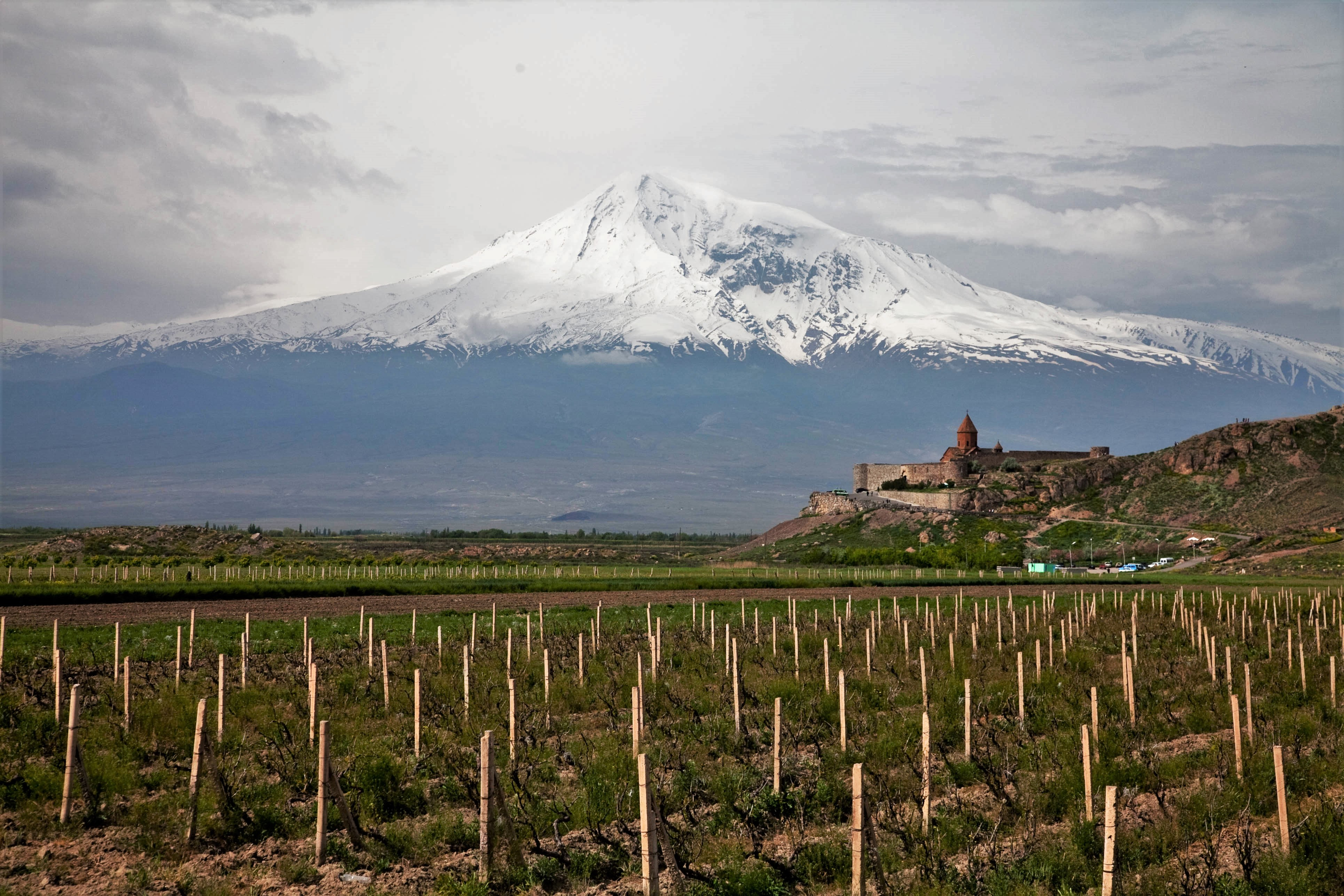
Араратская равнина — крупнейшая равнина в Армении

Механизмы использования земельных ресурсов Армении и их виды обусловлены формами собственности на землю и регулируются Гражданским и Земельным кодексами РА.
Право собственности на землю для граждан и юридических лиц основывается на приватизации государственных общинных земель, наследовании, купле-продаже, дарении и прочих связанных с землёй актов. Участки земли предоставляются для использования собственникам земли безвозмездно и на арендных условиях. Земли, находящиеся у государства или в общинном владении, передаются на арендных правах не более чем на 99 лет, земли сельскохозяйственного назначения — на 25 лет.

## Механизмы использования водных ресурсов

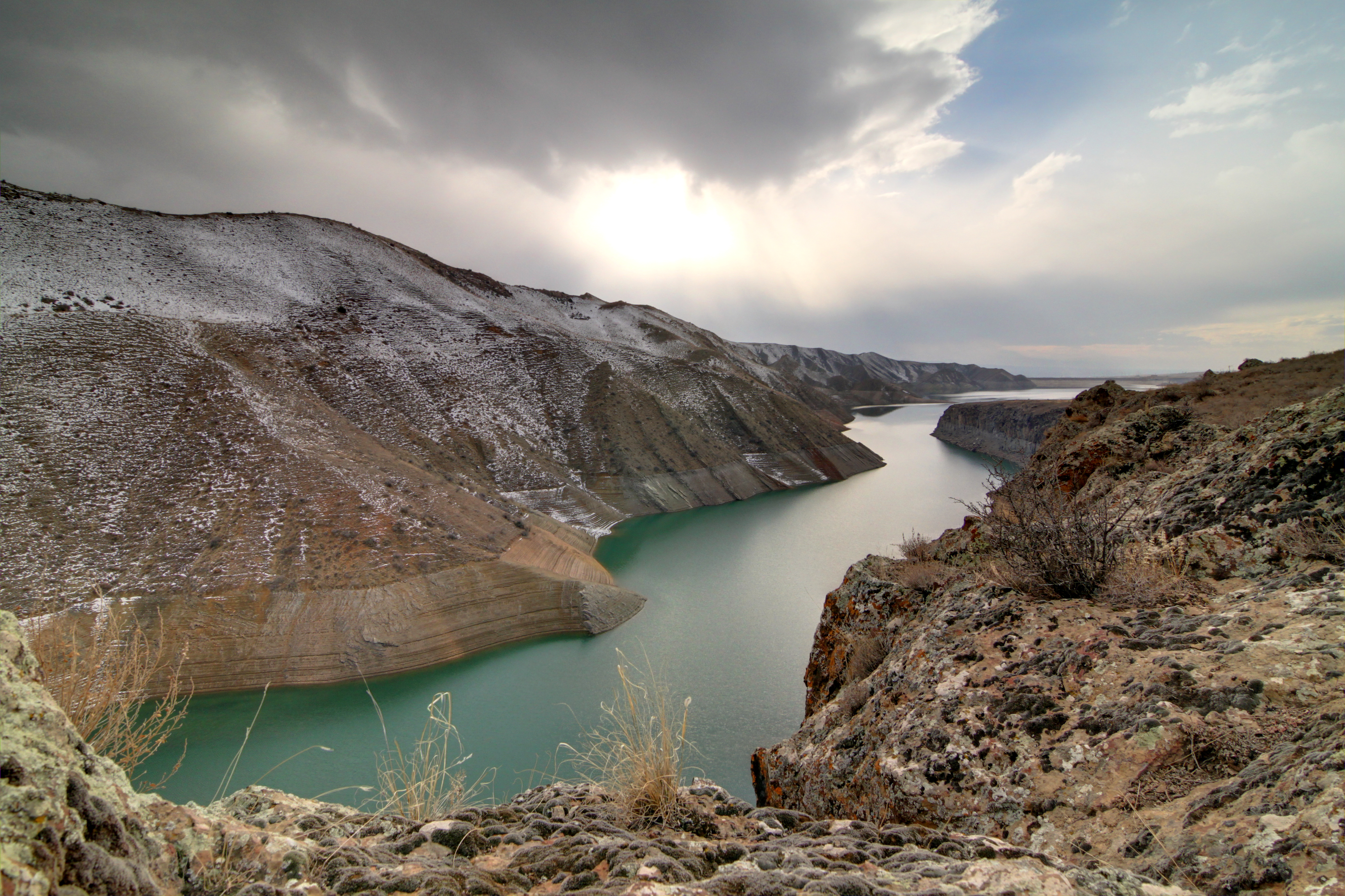
Река Азат в Армении

Экономические механизмы водопользования в РА регулируются:
- Водным кодексом РА;
- Законом РА «О природоохранных и природопользовательских платежах»;
- постановлением Правительства РА «О размере ставок плат за природопользование» и другими подзаконными актами.

Водопользователями в республике могут быть органы государственного управления, предприятия, организации, учреждения и граждане. Водные объекты предоставляются для использования в целях удовлетворения бытовых, оздоровительных, промышленных, энергетических, транспортных, государственных и общественных потребностей.
Все водопользователи обязаны платить за полученную воду по установленным Правительством Армении порядком и таксами. Водные объекты предоставляются в постоянное или временное пользование (краткосрочно — до 3 лет и долгосрочно — 3-25 лет).
Плата за водопользование определяется законом РА «О природоохранных и природопользовательских платах» и рассчитывается на основе объёмов воды, взятых за отчётный период из природных водных источников с целью употребления, за исключением объёмов вод, взятых для рыборазведения, для которых расчёт плат составляет 5 % от общего объёма использованной воды.

## Механизмы использования биологических ресурсов

Армянский муфлон — объект охоты в Армении

Использование биологических ресурсов в Армении регулируется рядом законодательных актов, в числе которых:
- лесной кодекс РА;
- закон РА «О животном мире»;
- закон РА «О растительном мире»;
- закон РА «О природоохранных и природопользовательских платах»;
- закон РА « О размерах ставок платы за природопользование» и ряд других подзаконных актов.

## Лесопользование

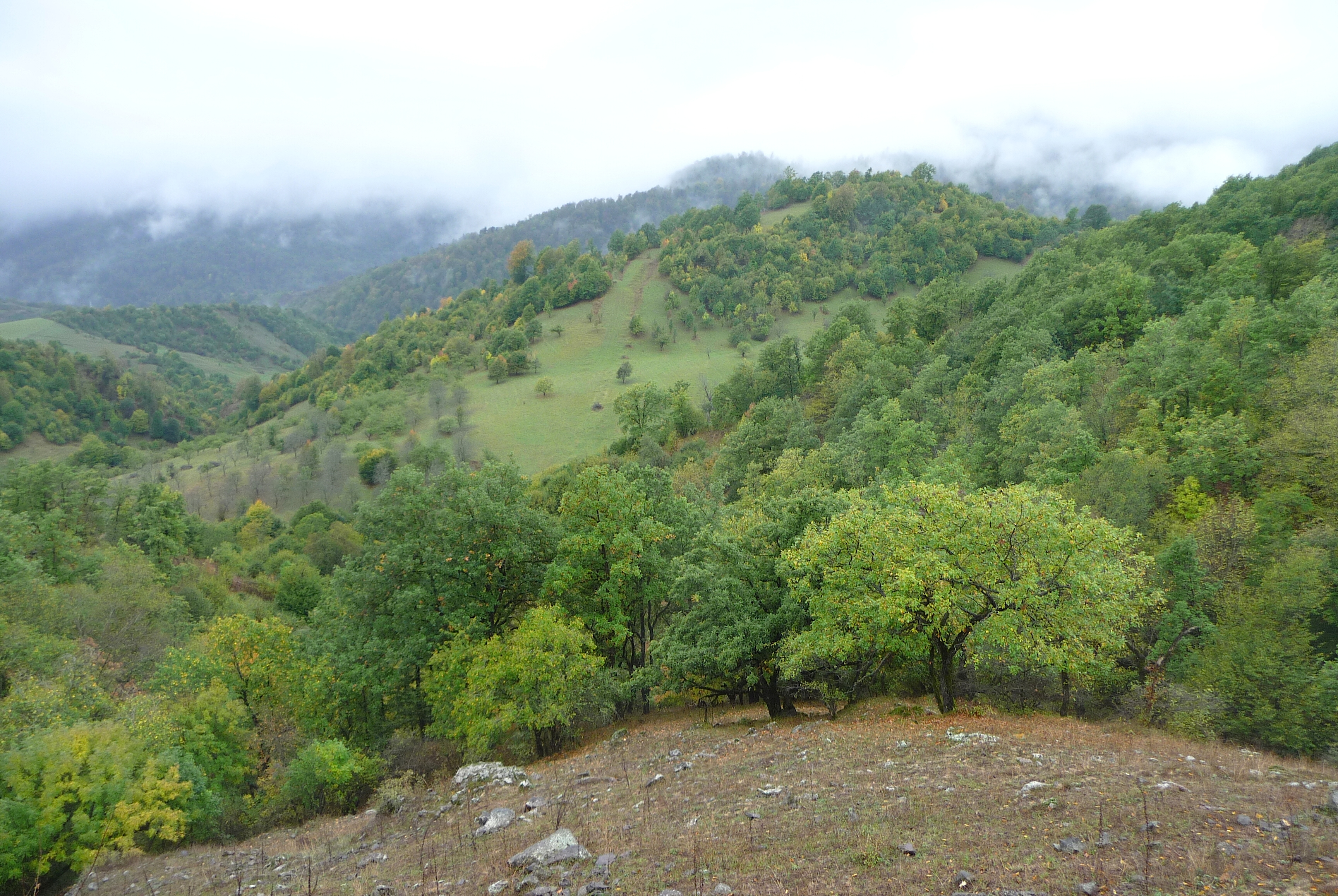
Дилижан — область распространения густых лесов в Армении

В лесах Армении могут осуществляться следующие виды лесопользования:
- заготовка древесины;
- заготовка вторичных лесоматериалов (пней);
- побочное лесопользование (косьба, выпас скота, установление ульев и пасек, сбор и заготовка диких плодов, орехов, грибов, ягод, лекарственных растений и технического сырья);
- для нужд охотничьего хозяйства;
- в научно-исследовательских целях;
- в культурно-оздоровительных целях.

Территории лесного фонда предоставляются во временное пользование по определённому порядку: краткосрочно — до 5 лет, долгосрочно — на 5-10 лет. Их пользователями могут быть предприятия, организации и граждане Армении.
Леса в Армении имеют природоохранное значение.
Энергетический кризис в республике вынуждает население использовать в качестве энергоносителей дрова. Исходя из острой потребности населения в древесине, правительством РА по программе «Зима» объёмы заготовок древесины были увеличены. Так, в 1993 году объём реализации древесины составлял 206 тыс. м3, в 1994 году — 120 тыс. м3, в 1995 году — 150 тыс. м3, в 1996 году — 120 тыс. м3, в 1997 году — 90 тыс. м3, в 1998 году — 64 тыс. м3, в 1999 году — 36,7 тыс. м3, в 2000 году — 65 тыс. м3. В те же года изменилась также и розничная цена древесины.
Цены реализации древесины в 1990-х годах:
| Год  | Заготовочная цена древесины (за 1 м³ в драмах) |
| ---- | ---------------------------------------------- |
| 1994 | 360                                            |
| 1995 | 1650                                           |
| 1996 | 2550                                           |
| 1997 | 4000                                           |
| 1998 | 4640                                           |
| 1999 | 4914                                           |
| 2000 | 6650                                           |

По экспертным оценкам, ныне за год в республике сжигается около 0,5 млн м3. древесины, из которых лишь 10-12 % учитывается со стороны «Армлеса».
Согласно закону РА «О природоохранных и природопользовательских платах», использование древесины в Армении платное, и за её использование установлена такса, которая зависит от породы древесины, вида
использования, величины среза дерева и дальности нахождения лесосеки от края леса.

## Промысловое рыболовство

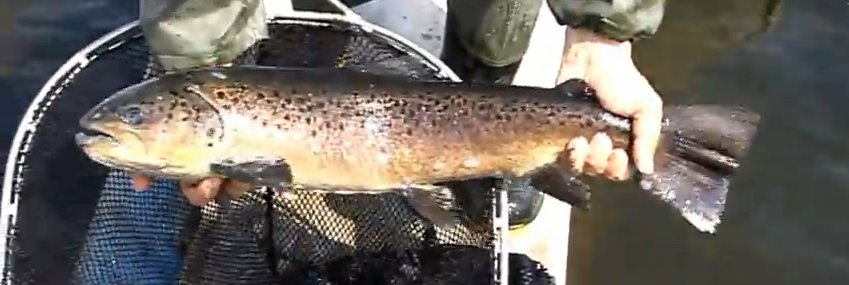
Подвид севанской форели — гегаркуни, обитающий только в Армении

Любительский лов рыб в Армении разрешён везде, за исключением государственных заповедников. Промысловый лов в основном осуществляется на озере Севан, он составляет более 90 % улова в республике.
До спуска уровня вод Севана, основными промысловыми видами рыб были ишхан и кохак, сегодня — сиг и карась. В Армении система лицензированного лова была внедрена в 1996 году. Она заменила рыболовство, осуществляемое в период СССР государственными структурами, и осуществляется на основе выданных со стороны Министерства охраны природы РА лицензий и заключённых договоров.

## Использование растений в промышленных целях

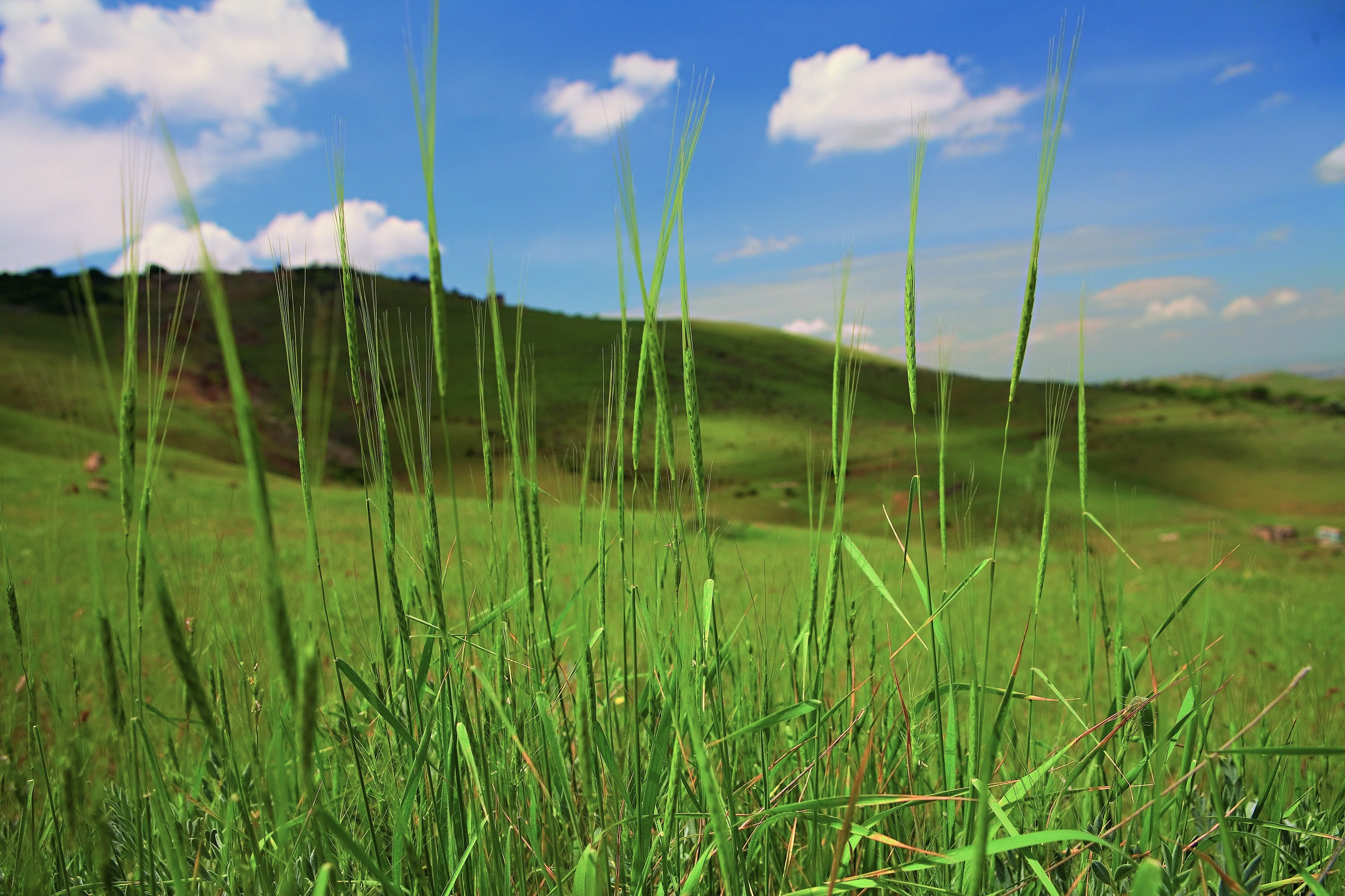
Дикая пшеница Эребунийского заповедника — Пшеница араратская (Triticum araraticum)

В Армении с древности большая часть растений являлась объектом хозяйственной деятельности. Согласно историческим данным, в разных целях использовалось 2000 видов (около 60 % флоры) растений.
Ныне население активно использует:
- из 50 диких плодовых и плодово-ягодных видов — 4-15 видов;
- из 850 дубильных и красильных — 25-30 видов;
- из 270 эфиромасличных — 4 вида;
- более 50 видов лекарственных растений.

Со стороны государства невозможно контролировать сбор дикоросов отдельными гражданами на всей территории Армении, тогда когда большая часть населения находится в тяжёлом материальном положении и этот вид природопользования во многих случаях становится единственным средством повышения жизненного уровня.
Согласно данным Министерства охраны природы РА, в республике в 1998 году было заготовлено 30,3 т., а в 1999 году — 3,3 т. лекарственных растений.
Государственная статистика о сборе растений не даёт полной картины, однако, на экспертном уровне можно утверждать, что нерегулируемый сбор наносит большой ущерб биоразнообразию и, увеличиваясь из года в год, принимает катастрофические масштабы. Особенно страдают те биоценозы полупустынных, степных и луговых ландшафтов, где много лекарственных, съедобных и декоративных видов.

## Механизмы использования полезных ископаемых

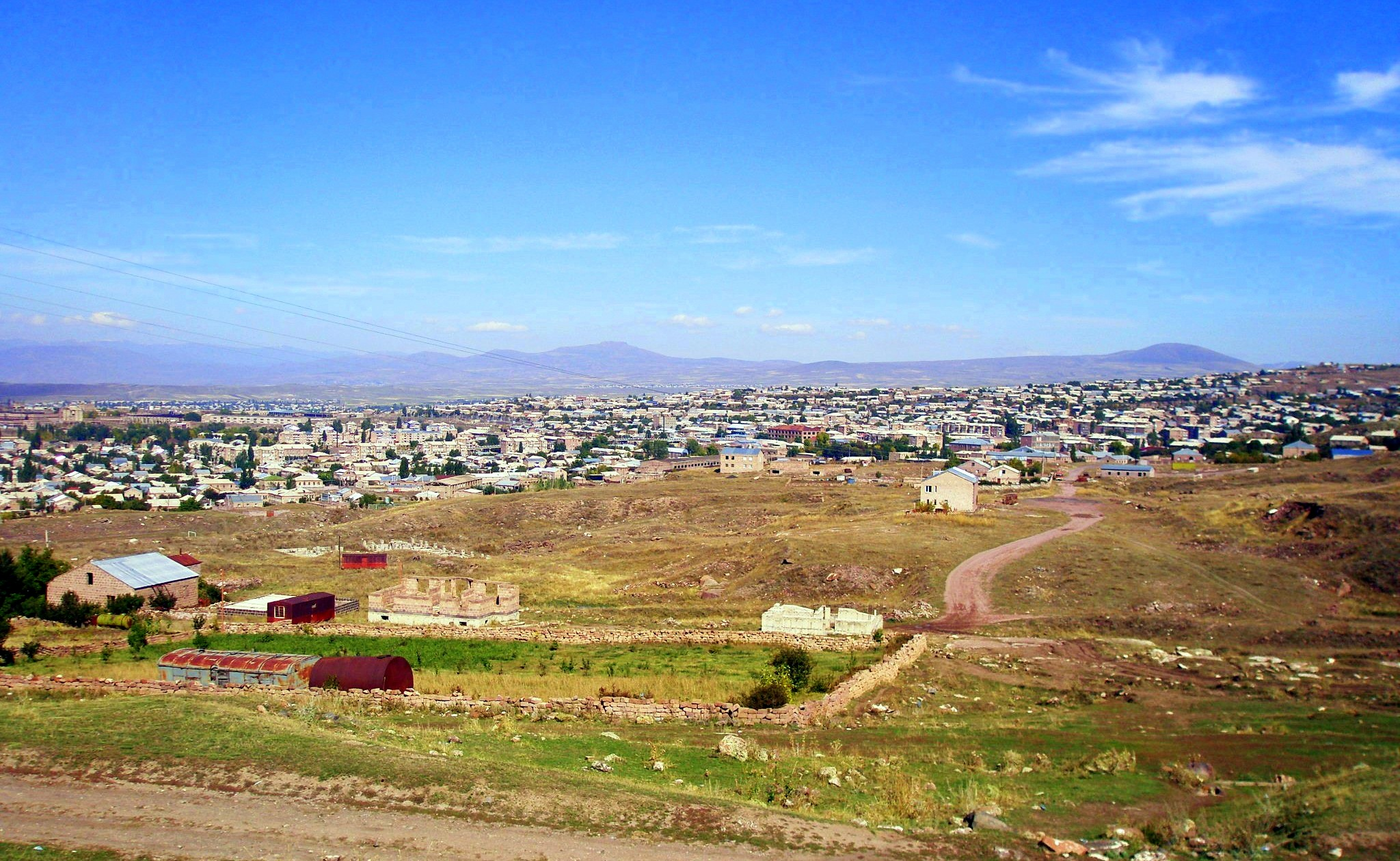
Ширакское плато— место огромнейших по запасам залежей вулканического туфа

Полезные ископаемые в Армении используются с древнейших времен. Они использовались не только для удовлетворения собственных потребностей, но и служили для товарообмена.
На сегодняшний день на территории Армении обнаружены и взяты на государственный баланс 417 месторождений твёрдых полезных ископаемых (цветных, благородных и чёрных металлов, облицовочных и строительных камней, наполнителей для производства строительных материалов, самоцветов и другого многопрофильного сырья), из которых эксплуатируются 135. Остальные 282 месторождения (в том числе 15 месторождений металлических полезных ископаемых) учтены в государственном балансе в качестве разведанных месторождений.

## Механизмы пользования особо охраняемыми природными территориями

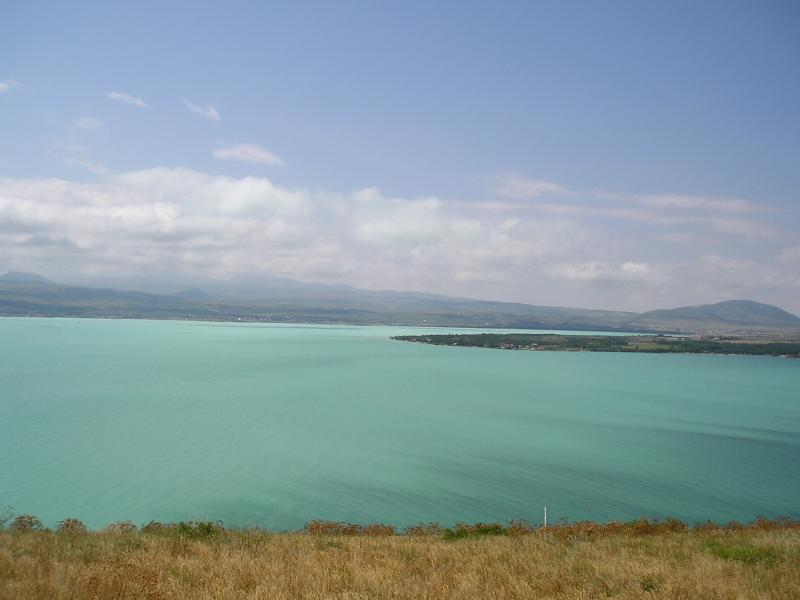
Севанский национальный парк

На сегодняшний день, согласно действующему законодательству, все платы, связанные с природопользованием ООПТ (промысловое рыболовство, сенокос, заготовка древесины и т. д.), взимаемые за нарушения природоохранного законодательства штрафы, суммы возмещения за восстановление нанесенного природе ущерба, полностью оприходываются в государственный бюджет.
На сегодняшний день можно однозначно констатировать, что на этих территориях всё ещё не полноценно действуют экономические механизмы (рычаги).
Согласно постановлению Правительства РА от 30.12.1998 г. № 864, с 1 января 1999 года за использование каждого кубического метра воды из озера Севан установлен размер ставки:
- в оросительных целях — 0,2 драма,
- в других целях — 1,5 драма.

## Рекреационная деятельность

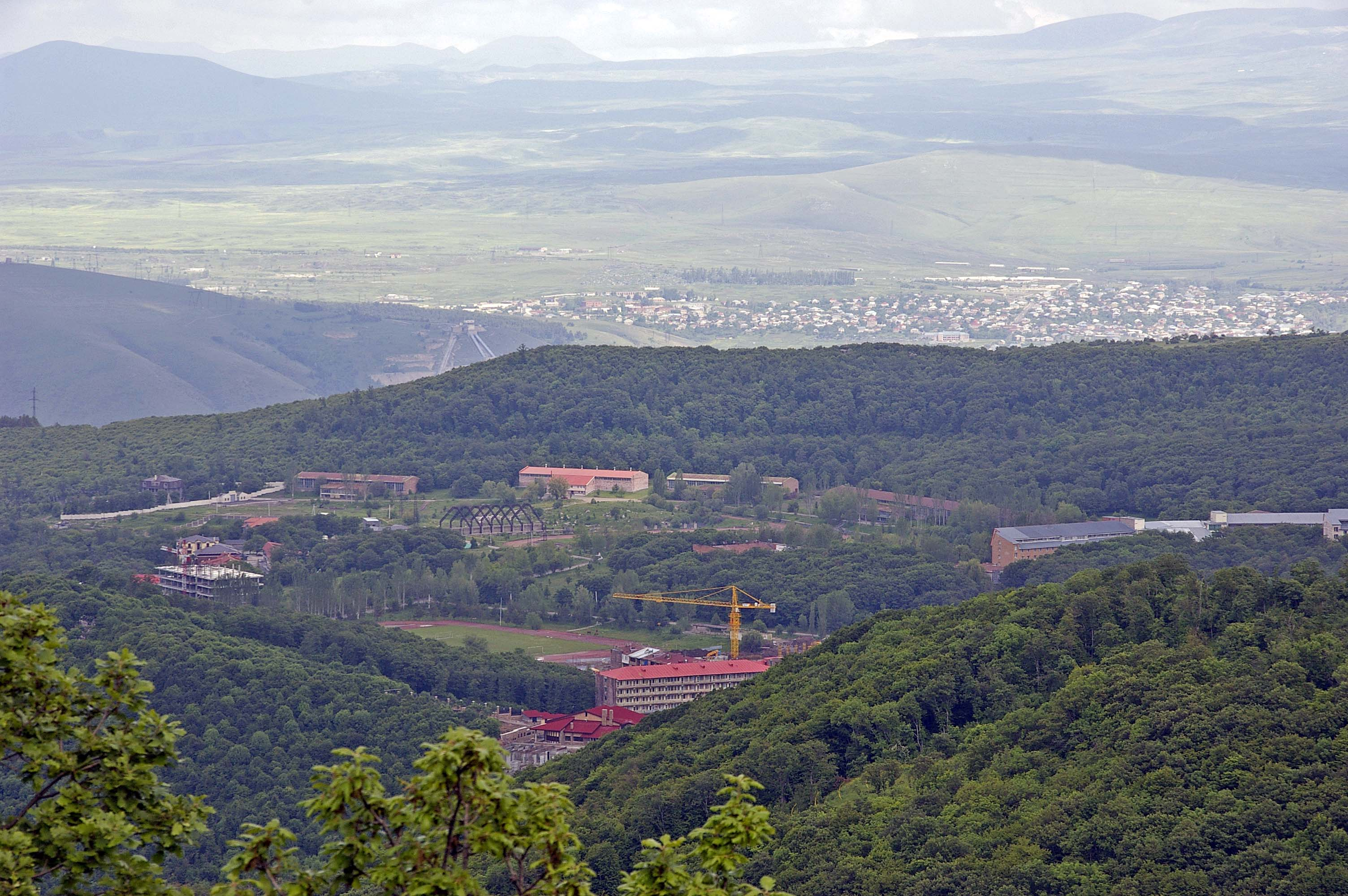
Цахкадзор — высококлассный горноклиматический и горнолыжный курорт

В качестве основной формы природопользования для национального парка установлена оптимальная территориальная организация рекреационного обслуживания населения, а из иных форм разрешается развитие тех хозяйственных отраслей, которые составляют часть рекреационной инфраструктуры и непосредственно используют личные доходы в рекреационном обслуживании (сельское хозяйство, производство сувениров и т. д.).
В условиях ограниченных возможностей государственного бюджета Армении, ожидаемые от этой деятельности значительные денежные прибыли могут иметь существенную роль в деле финансового и технического усиления организации национального парка «Севан».